# Aulo Postúmio Albino Magno
Aulo Postúmio Albino Magno foi um general romano, irmão do cônsul de 110 a.C. Espúrio Postúmio Albino.

## História
Durante a Guerra contra Jugurta, Espúrio teve que voltar para Roma e deixou seu irmão Aulo como comandante das forças romanas na África.
A república romana estava em crise, porque os tribuno da plebe, Públio Lúculo e Lúcio Ânio, estavam tentando prolongar seus termos, apesar da oposição dos colegas, o que bloqueou as eleições do ano seguinte.
Aulo teve esperanças de terminar logo a guerra ou de forçar que Jugurta pagasse um suborno por medo do exército romano, e, no mês de Janeiro, fez os soldados atravessarem, em marcha forçada, apesar do inverno, e chegarem à cidade de Suthul, onde estava o tesouro real. Aulo não conseguiu tomar a cidade nem de sitiá-la, por causa do clima e pelas defesas da cidade, mas, talvez como blefe ou por ambição, ele começou a montar máquinas de assalto.
Jugurta estava ciente da arrogância e incompetência do comandante romano, e jogou com isso, mandando emissários, enquanto movia seu exército por caminhos ocultos dos romanos. Jugurta também induziu Aulo a deixar Suthul, enquanto enviava subornos para os centuriões e comandantes da cavalaria romanos, para que eles desertassem.
No meio da noite, Jugurta cercou o exército romano com uma multidão de númidas. Com os romanos em pânico e através da corrupção, os númidas invadiram o campo romano, e pilharam suas posses. Jugurta ofereceu a Aulo a opção de rendição, para que os romanos retornassem em dez dias, o que foi aceito por Aulo.
Aulo voltou à Roma e foi reprovado, porque tento armas à mão preferiu a segurança pela vergonha do que a batalha; seu irmão, o cônsul Albino, levou o tratado ao Senado, que o rejeitou, alegando que nenhum tratado seria válido sem a vontade do povo.